# Scott Carson
Scott Paul Carson (sinh ngày 3 tháng 9 năm 1985) là một cầu thủ bóng đá chuyên nghiệp người Anh hiện đang chơi ở vị trí thủ môn.
Carson làm Học viên của Học viện Leeds United vào năm 2002, ra mắt đội 1 cho Leeds United trong trận gặpManchester United vào tháng 2 năm 2004. Vào tháng 1 năm 2005, Carson chuyển đến Liverpool với giá trị 750.000 bảng Anh. Anh đã có 9 lần ra sân cho Liverpool, trước khi được cho mượn tới Sheffield Wednesday, Charlton Athletic và Aston Villa trong những mùa giải liên tiếp để tích lũy kinh nghiệm. Sau khi trở lại Liverpool sau thời gian cho mượn tại Aston Villa và vào cuối mùa giải 2007–08, Carson gia nhập West Bromwich Albion với mức phí 3,25 triệu bảng vào tháng 7 năm 2008. Năm 2011, anh chuyển đến Bursaspor của Thổ Nhĩ Kỳ.

## Thống kê sự nghiệp

### Câu lạc bộ
Tính đến tính đến ngày 9 tháng 3 năm 2022
| CLB                        | Năm          | League         | League | League | National Cup | National Cup | League Cup | League Cup | Other | Other | Total | Total |
| CLB                        | Năm          | Division       | Apps   | Goals  | Apps         | Goals        | Apps       | Goals      | Apps  | Goals | Apps  | Goals |
| -------------------------- | ------------ | -------------- | ------ | ------ | ------------ | ------------ | ---------- | ---------- | ----- | ----- | ----- | ----- |
| Leeds United               | 2003–04      | Premier League | 3      | 0      | 0            | 0            | 0          | 0          | —     | —     | 3     | 0     |
| Leeds United               | 2004–05      | Championship   | 0      | 0      | 0            | 0            | 0          | 0          | —     | —     | 0     | 0     |
| Leeds United               | Total        | Total          | 3      | 0      | 0            | 0            | 0          | 0          | —     | —     | 3     | 0     |
| Liverpool                  | 2004–05      | Premier League | 4      | 0      | —            | —            | 0          | 0          | 1     | 0     | 5     | 0     |
| Liverpool                  | 2005–06      | Premier League | 0      | 0      | 1            | 0            | 1          | 0          | 2     | 0     | 4     | 0     |
| Liverpool                  | 2006–07      | Premier League | —      | —      | —            | —            | —          | —          | 0     | 0     | 0     | 0     |
| Liverpool                  | Total        | Total          | 4      | 0      | 1            | 0            | 1          | 0          | 3     | 0     | 9     | 0     |
| Sheffield Wednesday (loan) | 2005–06      | Championship   | 9      | 0      | —            | —            | —          | —          | —     | —     | 9     | 0     |
| Charlton Athletic (loan)   | 2006–07      | Premier League | 36     | 0      | 0            | 0            | 2          | 0          | —     | —     | 38    | 0     |
| Aston Villa (loan)         | 2007–08      | Premier League | 35     | 0      | 1            | 0            | 0          | 0          | —     | —     | 36    | 0     |
| West Bromwich Albion       | 2008–09      | Premier League | 35     | 0      | 4            | 0            | 0          | 0          | —     | —     | 39    | 0     |
| West Bromwich Albion       | 2009–10      | Championship   | 43     | 0      | 4            | 0            | 0          | 0          | —     | —     | 47    | 0     |
| West Bromwich Albion       | 2010–11      | Premier League | 32     | 0      | 0            | 0            | 0          | 0          | —     | —     | 32    | 0     |
| West Bromwich Albion       | Total        | Total          | 110    | 0      | 8            | 0            | 0          | 0          | —     | —     | 118   | 0     |
| Bursaspor                  | 2011–12      | Süper Lig      | 34     | 0      | 3            | 0            | —          | —          | 4     | 0     | 41    | 0     |
| Bursaspor                  | 2012–13      | Süper Lig      | 29     | 0      | 3            | 0            | —          | —          | 4     | 0     | 36    | 0     |
| Bursaspor                  | Total        | Total          | 63     | 0      | 6            | 0            | —          | —          | 8     | 0     | 77    | 0     |
| Wigan Athletic             | 2013–14      | Championship   | 16     | 0      | 2            | 0            | 0          | 0          | 7     | 0     | 25    | 0     |
| Wigan Athletic             | 2014–15      | Championship   | 34     | 0      | 0            | 0            | 0          | 0          | —     | —     | 34    | 0     |
| Wigan Athletic             | Total        | Total          | 50     | 0      | 2            | 0            | 0          | 0          | 7     | 0     | 59    | 0     |
| Derby County               | 2015–16      | Championship   | 36     | 0      | 1            | 0            | 0          | 0          | 2     | 0     | 39    | 0     |
| Derby County               | 2016–17      | Championship   | 46     | 0      | 2            | 0            | 2          | 0          | —     | —     | 50    | 0     |
| Derby County               | 2017–18      | Championship   | 46     | 0      | 1            | 0            | 0          | 0          | 2     | 0     | 49    | 0     |
| Derby County               | 2018–19      | Championship   | 30     | 0      | 0            | 0            | 3          | 0          | 0     | 0     | 33    | 0     |
| Derby County               | 2019–20      | Championship   | 0      | 0      | —            | —            | —          | —          | —     | —     | 0     | 0     |
| Derby County               | Total        | Total          | 158    | 0      | 4            | 0            | 5          | 0          | 4     | 0     | 171   | 0     |
| Manchester City            | 2019–20      | Premier League | 0      | 0      | 0            | 0            | 0          | 0          | 0     | 0     | 0     | 0     |
| Manchester City            | 2020–21      | Premier League | 1      | 0      | 0            | 0            | 0          | 0          | 0     | 0     | 1     | 0     |
| Manchester City            | 2021–22      | Premier League | 0      | 0      | 0            | 0            | 0          | 0          | 1     | 0     | 1     | 0     |
| Manchester City            | Total        | Total          | 1      | 0      | 0            | 0            | 0          | 0          | 1     | 0     | 2     | 0     |
| Career total               | Career total | Career total   | 469    | 0      | 22           | 0            | 8          | 0          | 23    | 0     | 522   | 0     |

## Danh hiệu
Liverpool
- UEFA Champions League: 2004–05
- UEFA Super Cup: 2005[22]

Manchester City
- Premier League: 2020–21, 2021–22, 2022–23, 2023–24
- FA Cup: 2022–23
- FA Community Shield: 2024
- UEFA Champions League: 2022–23
- UEFA Super Cup: 2023
- FIFA Club World Cup: 2023

Cá nhân
- Charlton Athletic F.C.: Cầu thủ của năm 2006–07[23]
- EFL Championship Cầu thủ của tháng: Tháng 12 năm 2017[24]

## Tham Khảo
1. ↑  "Club list of registered players: As at 19th May 2018: Derby County" (PDF). English Football League. tr. 14. Truy cập ngày 17 tháng 6 năm 2018.
2. ↑  Hugman, Barry J., biên tập (2010). The PFA Footballers' Who's Who 2010–11. Edinburgh: Mainstream Publishing. tr. 78. ISBN 978-1-84596-601-0.
3. ↑  "Scott Carson". Derby County F.C. Lưu trữ bản gốc ngày 13 tháng 1 năm 2018. Truy cập ngày 13 tháng 1 năm 2018.
4. ↑  "Trận thi đấu của Scott Carson trong 2003/2004". Soccerbase. Centurycomm. Truy cập ngày 14 tháng 4 năm 2017.
5. 1 2  "Trận thi đấu của Scott Carson trong 2004/2005". Soccerbase. Centurycomm. Truy cập ngày 26 tháng 4 năm 2016.
6. 1 2  "Trận thi đấu của Scott Carson trong 2005/2006". Soccerbase. Centurycomm. Truy cập ngày 14 tháng 4 năm 2017.
7. 1 2  "Trận thi đấu của Scott Carson trong 2006/2007". Soccerbase. Centurycomm. Truy cập ngày 26 tháng 4 năm 2016.
8. ↑  "Trận thi đấu của Scott Carson trong 2007/2008". Soccerbase. Centurycomm. Truy cập ngày 14 tháng 4 năm 2017.
9. ↑  "Trận thi đấu của Scott Carson trong 2008/2009". Soccerbase. Centurycomm. Truy cập ngày 26 tháng 4 năm 2016.
10. ↑  "Trận thi đấu của Scott Carson trong 2009/2010". Soccerbase. Centurycomm. Truy cập ngày 26 tháng 4 năm 2016.
11. ↑  "Trận thi đấu của Scott Carson trong 2010/2011". Soccerbase. Centurycomm. Truy cập ngày 26 tháng 4 năm 2016.
12. 1 2  "S. Carson: Summary". Soccerway. Perform Group. Truy cập ngày 13 tháng 5 năm 2018.
13. ↑  "Trận thi đấu của Scott Carson trong 2013/2014". Soccerbase. Centurycomm. Truy cập ngày 26 tháng 4 năm 2016.
14. ↑  "Trận thi đấu của Scott Carson trong 2014/2015". Soccerbase. Centurycomm. Truy cập ngày 26 tháng 4 năm 2016.
15. ↑  "Trận thi đấu của Scott Carson trong 2015/2016". Soccerbase. Centurycomm. Truy cập ngày 26 tháng 5 năm 2016.
16. ↑  "Trận thi đấu của Scott Carson trong 2016/2017". Soccerbase. Centurycomm. Truy cập ngày 16 tháng 7 năm 2017.
17. ↑  "Trận thi đấu của Scott Carson trong 2017/2018". Soccerbase. Centurycomm. Truy cập ngày 16 tháng 5 năm 2018.
18. ↑  "Trận thi đấu của Scott Carson trong 2018/2019". Soccerbase. Centurycomm. Truy cập ngày 29 tháng 6 năm 2019.
19. 1 2  "Trận thi đấu của Scott Carson trong 2019/2020". Soccerbase. Centurycomm. Truy cập ngày 14 tháng 5 năm 2021.
20. ↑  "Trận thi đấu của Scott Carson trong 2020/2021". Soccerbase. Centurycomm. Truy cập ngày 14 tháng 5 năm 2021.
21. ↑  "Trận thi đấu của Scott Carson trong 2021/2022". Soccerbase. Centurycomm. Truy cập ngày 1 tháng 9 năm 2021.
22. ↑  "Liverpool 3–1 CSKA Moscow (aet)". BBC Sport. ngày 26 tháng 8 năm 2005. Truy cập ngày 12 tháng 12 năm 2017.
23. ↑  "Charlton players of the year". Charlton Athletic F.C. ngày 18 tháng 5 năm 2011. Truy cập ngày 12 tháng 12 năm 2017.
24. ↑  "Player of the Month: Scott Carson – Derby County". English Football League. ngày 12 tháng 1 năm 2018. Truy cập ngày 9 tháng 2 năm 2018.